# Chetogena media
Chetogena media är en tvåvingeart som beskrevs av Camillo Rondani 1859. Chetogena media ingår i släktet Chetogena och familjen parasitflugor. Inga underarter finns listade i Catalogue of Life.